# Discidae
Discidae is een familie van weekdieren uit de klasse van de Gastropoda (slakken).

## Geslacht
- Discus Fitzinger, 1833

## In Nederland waargenomen soorten
In Nederland komen maar 2 soorten uit deze familie voor.
- Genus: Discus
  - Discus rotundatus - (Boerenknoopje)
  - Discus ruderatus - (Bruine discusslak)